# Manuela Kirkpatricková
Marie Manuela Kirkpatricková (24. února 1794, Málaga – 22. listopadu 1879, Carabanchel), celým jménem španělsky Enriqueta María Manuela KirkPatrick de Closeburn y de Grevignée, byla první dvorní dáma španělské královny Isabely a matka poslední francouzské císařovny Evženie.
Manuela byla dcerou skotského emigranta Viléma Kirkpatricka z Closeburnu (1764–1837), který zbohatl obchodováním a získal společenskou vážnost jako americký konzul, a baronesy Marie z Grevigné.
Manuela byla krásná, temperamentní a vzdělaná mladá dáma. Hovořila pěti jazyky, uměla zpívat a malovat. V roce 1813 se u své sestry, provdané hraběnky z Lessepsu, poprvé setkala s hraběte Ciprianem z Teby. Válečný hrdina ji okouzlil, ačkoliv byl o deset let starší, měl chromou ruku a chybělo mu oko.
Svatba se konala 15. prosince 1817. Manželé spolu pobývali pouze krátký čas, protože Ciprianovy politické názory jej v prvních letech manželství často přiváděly do vězení.

## Potomci
- 1. Františka (29. 1. 1825 Granada – 16. 9. 1860 Paříž), hraběnka z Teby
⚭ 1848 Jakub I. z Alby (3. 6. 1821 Palermo – 10. 7. 1881 Madrid), 15. vévoda z Alby[3]
- 2. Evženie (5. 5. 1826 Granada – 11. 7. 1920 Madrid)[4]
⚭ 1853 Napoleon III. (20. 4. 1808 Paříž – 9. 1. 1873 Londýn), císař francouzský v letech 1852–1870[5]